# Gruzak wierzbowy

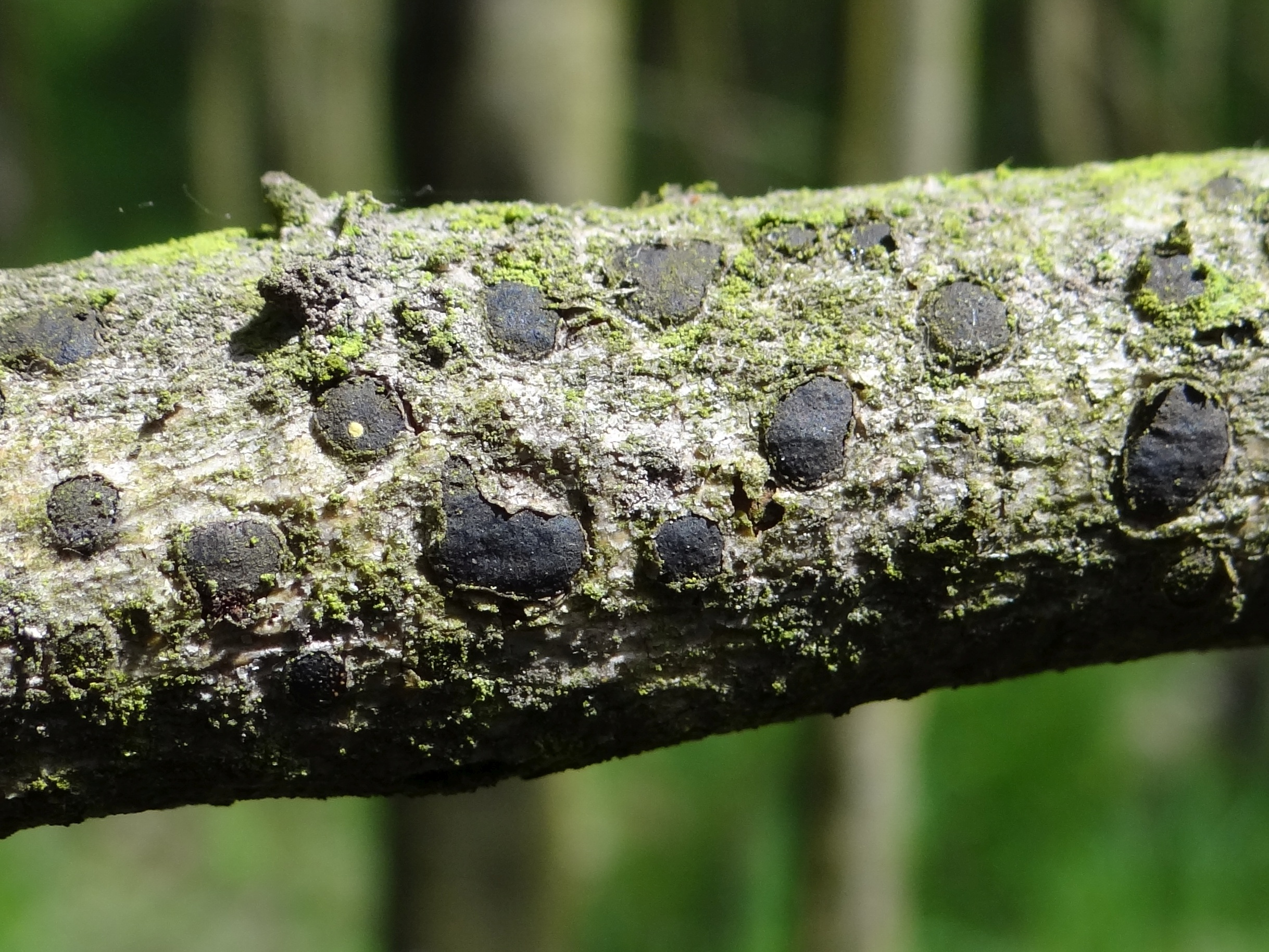

Gruzak wierzbowy (Diatrype bullata (Hoffm.) Fr.) – gatunek grzybów z rodziny Diatrypaceae.

## Systematyka i nazewnictwo
Pozycja w klasyfikacji według Index Fungorum: Diatrype, Diatrypaceae, Xylariales, Xylariomycetidae, Sordariomycetes, Pezizomycotina, Ascomycota, Fungi.
Po raz pierwszy takson ten zdiagnozował w 1787 roku Georg Franz Hoffmann nadając mu nazwę Sphaeria bullata. Obecną, uznaną przez Index Fungorum nazwę nadał mu w 1849 roku Elias Magnus Fries.
Synonimy:
- Hypoxylon bullatum (Hoffm.) Westend. & Wallays 1850
- Peripherostoma depressum (Bolton) Gray 1821
- Sphaeria bullata Hoffm. 1787
- Sphaeria depressa Bolton 1790[2].

Polskie nazwy na podstawie rekomendacji Komisji ds. Polskiego Nazewnictwa Grzybów przy Polskim Towarzystwie Mykologicznym.

## Morfologia
Podkładki
Płaskie, poduszeczkowate, zazwyczaj wydłużone. Wyrastając z drewna przedzierają się przez korę rozpychając ją na boki. Po przebiciu się przez korę mają kształt mniej lub bardziej wielokątny i zaokrąglony. Powierzchnia brązowoczarna, wewnątrz są białawe. Pokryte bardzo drobnymi brodawkowatymi perytecjami o średnicy 0,2–0,4 mm.
Cechy mikroskopowe
Worki 8-zarodnikowe, o rozmiarach 40–50 × 5–6 μm. Zarodniki cylindryczne, zagięte, lekko brązowe, gładkie, o rozmiarach 5–7,5 × 1,5–2 μm. W worku ułożone są w jednym rzędzie. Mają po jednej gutuli na każdym końcu.
Gatunki podobne
Najbardziej podobny jest gruzak bukowy, który ma mniejsze i bardziej okrągławe podkładki. Występuje głównie na bukach.

## Występowanie i siedlisko
Najliczniej notowany jest w Europie, ale potwierdzono występowanie tego gatunku także w Ameryce Północnej, Rosji, Maroku i Nowej Zelandii. W Europie Środkowej jest pospolity.
Rośnie na martwym drewnie drzew liściastych, szczególnie wierzb, olszy i topoli. Na jego owocnikach pasożytuje inny, wytwarzający czerwone i kuliste owocniki grzyb – Dialonectria episphaeria.